# Српко Меденица
Србобран Српко Меденица (Вишеград, 15. мај 1924 — Лунићи, код Прибоја, 13. јануар 1951), поручник Југословенске војске у Отаџбини и обавештајни официр (1941—1945), као и једини сведок хватања генерала Драгољуба Михаиловића и учесник антикомунистичког герилског покрета отпора у ФНРЈ 1945—1951 године.

## Порекло и породица
По најстаријим родословним записима, порекло рода Меденица може се пратити од племенског војводе Богића Морачанина (1517—1587) до данашњих дана.
Српков отац Вуко Меденица рођен је 1893. године, а родом је био из Колашина. Мајка Косара (Коса), девојачко Марковић, рођена је 1895. у Рудом; била је домаћица. Имали су осморо деце, шест синова: Бранислава (рођен 1922) Србобрана (1924), Арсена (1928), Душана (1930), Саву (1932) и Александра (1934), као и две кћери: Олгу (1920) и Радмилу (1926).
Вуко је у Првом светском рату био, између осталог, и солунски борац, а у међуратном раздобљу шумарски чиновник. Као један од угледнијих људи тог краја био је и добротвор цркве у Вишеградској бањи.

## Други светски рат (1941—1945)
У Другом светском рату, Вуко Меденица је постао командир Прве добрунске чете 1941. године. Као наредник српске војске и искусни солунски борац уливао је поверење уплашеном народу. Погинуо је 15. октобра 1941. године, у борбама за ослобађање Вишеграда, од стране усташа.
Писац Момир Крсмановић у роману Крваве руке ислама овако описује тај догађај:
Пуцајући уз командира Прве добрунске чете, Вука Меденицу, Љубо Поповић чу јауке око себе. Погледа у своје комшије из Кршања. Допуза до командира чете Вука Меденице, дрмну га, али виде да је он мртав. Јаукну од туге и пође даље. Приђе свом комшији из Кршања Тривуну Спасојевићу, подиже му главу и виде да је и он мртав (...) повуче се према брегу у заклон, али кугла звизну и занесе му руку. Пузећи се извуче са положаја (...) рањеног командира батаљона Душана Ковачевића замени Будимир Гајић, а чету погинулог Вука Меденице, црногорског трговца из Вишеграда, преузе његов син Српко Меденица. Донесен је у Ужице, и 16. октобра 1941. године уз војне почасти, какве доликују јунаку, сахрањен је на градском гробљу. Сахрани је присуствовало цело Ужице. Крај његовог одра са једне стране је у почасној стражи његов четнички одред а са друге одред партизана (тада раскол још није постојао).
Попут оца Вука, и син Србобран се Југословенској војсци у Отаџбини придружио одмах на почетку рата. Био је командир чете Вишеградске четничке бригаде, а дуго времена и обавештајни официр у штабу команданта Драгише Васиљевића. Најбољи пријатељ му је био Будимир Гајић, командант батаљона у Вишеградској четничкој бригади.
После бекства из партизанског обруча у јесен 1945. године и разбијања главнине његових војних формација, генерал Драгољуб Михаиловић се обрео поново у Вишеградском срезу. После преласка Дрине прикључио се групи Станимира и Боривоја Тасића, који су баш завршавали склониште (зимовник). Михаиловићу је то одговарало, јер је веровао да ће са групом обичних четника најлакше остати непримећен, па је намеравао да код њих презими и прикупи снаге за велики устанак на пролеће. Међутим, после сукоба Тасића, који су ишли по храну, са припадницима милиције, генерал Михаиловић и њих напушта, те ступа у контакт са командиром Вишеградске четничке бригаде Драгишом Васиљевићем.
На састанку четничких официра, капетан Петар Јосић и поручник Србобран Меденица се нуде да они преузму бригу о безбедности свог врховног команданта. Михаиловић то прихвата и тако се Српко нашао у генераловој личној пратњи. Операција хапшења Драже Михаиловића је завршена 13. маја 1946. године. Меденица са Михаиловићем остаје до, још увек неразјашњеног, Генераловог заробљавања, и тако постаје једини очевидац овог догађаја.

## Послератна герила и погибија (1946—1951)
Нове комунистичке власти су мислиле да ће се хапшењем Драже Михаиловића лако обрачунати са преосталим припадницима Југословенске војске у Отаџбини. Ипак, на терену је остало више значајнијих група четника, које су биле спремне да наставе борбу. На челу једне такве групе био је поручник Србобран Меденица.
Милан Драгутиновић, официр УДБЕ је у мемоарској књизи Очи у очи са одметницима Меденицу из тог периода овако описао:
Српко Меденица је био човек тридесетих година, моје висине, доста мршав, али са јаком коштаном-мишићном грађом. Смеђа коса са ситним таласима падала је на врат и по раменима, очи је имао зелене, доста мирне и продорне — дуго су знале да гледају, а да му очни капци не трепну. Из те су мирноће као бљесак те очи знале да прелете очне риме, шибају и по ономе кога посматрају, или да се за трен закрваве. У основи доста немиран с пуно покрета, али на моменте укипљен, непокретан као звер кад осматра и вреба. Та ишчекујућа имобилност нарочито се запажала онда када је чекао неки интересантан одговор. Говорио је течно, с непромењеном бојом гласа, одмеравајући сваку реченицу, стилски и граматички. Осмех му је стално лебдио на уснама, али то је био онај ироничан који је у себи садржао нешто лукаво и неповерљиво. Иначе, и поред тога сталног осмеха, никада се није смејао. Када би се то и десило, било је само за трен и то је био сасвим други човек. Баш као такав, он је високо одскакао од своје околине, и четника и јатака. Одевен је био по потреби живота који води. Обично је ишао гологлав, али је код себе имао шајкачу с официрским амблемом бивше југословенске војске. Насупрот осталима, Меденица је као школован човек имао нешто више политичког утицаја и он се обично трудио да тим акцијама да политички карактер или бар политичко оправдање.
Од наоружања Меденица је имао аутоматски пиштољ који је добио на поклон од генерала Михаиловића, а имао је и лаку машинку и две официрске ташне, једну са документима а другу са бомбама. Због релативно повољних географских услова са пуно шуме и пећина, али и због великог поверења код локалног српског становништва, група Српка Меденице је и после хватања генерала Михаиловића остала да делује у рејонима Вишеграда, Ужица, Златибора и Рудог. Комунисти су, не могавши да уђу у траг Меденичиној групи, појачали акције и укључили све ондашње службе — КНОЈ, ОЗНА, УДБА и народна милиција. Но, то је Меденицу натерало на само мало већу опрезност.
Антоније Ђурић у књизи Црвена куга о тим послератним годинама пише:
Шапуће се о неком устанку, не може народ да издржи толико насиље, отимају му храну, глобе сељака на сваком кораку. Помињала се имена Боже Бјелице, Српка Меденице, Влада Шипчића и још неких старих четника — испредале се легенде о њиховој неустрашивости. За Меденицу кажу да прерушен, улази у градове — једном је, кружила та прича, ручао у градском ресторану, платио рачун унапред, а када је конобар подигао тањир нашао је цедуљу на којој је стајало да их поздравља Меденица. Војска и милиција се дигла на ноге, блокирала путеве, претресла куће и трговине, али узалуд као да је у земљу пропао. Народ се хранио том причом и надом да није све изгубљено.
Пет година после рата поручник Српко Меденица је покушавао да организује народ на устанак против комунистичке власти. Извођене су бројне акције. До краја живота га је красио висок морал и вера у повратак у Отаџбину Краља Петра II Карађорђевића.
Према јединим доступним подацима, оним из комунистичке историографије, Србобран Меденица је убијен на превару 13. јануара 1951. године у селу Лунице код Прибоја. Као ни генералу Михаиловићу, ни Меденици се не зна гроб. По сведочењима неких људи из тог краја, Српко је сахрањен на месту где се данас налази ФАП у Прибоју.
Српкова мајка Косара је годинама после рата била прогањана од стране комунистичких власти. Често је привођена у Месни одбор Удбе и дуго саслушавана. Умрла је у Инђији 1988. године, где је и сахрањена у породичној гробници.